# Coal Exchange

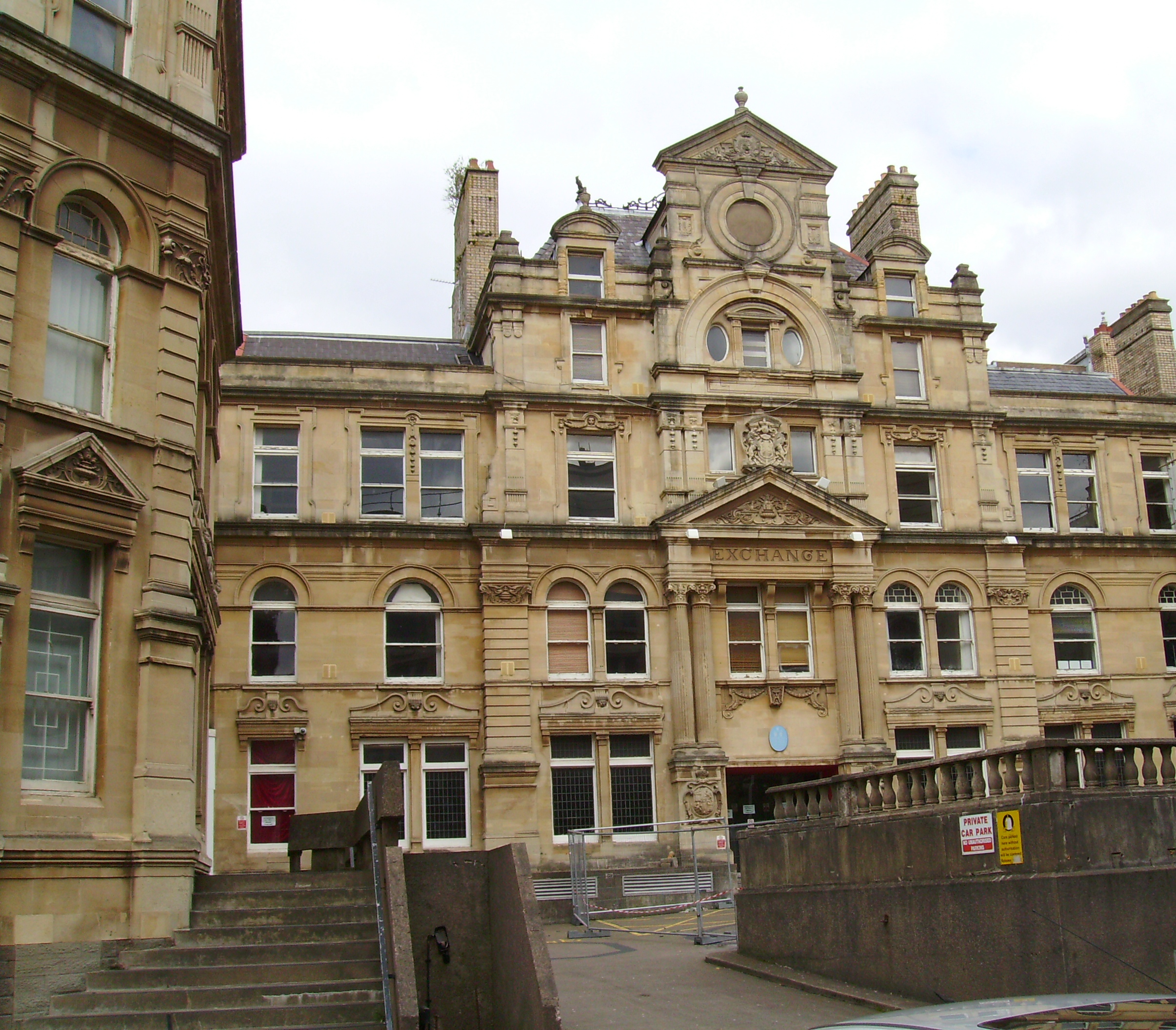
Le Coal Exchange

Le Coal Exchange est une salle de concert située à Cardiff, qui était à l'origine utilisée comme un marché du charbon. Le bâtiment est situé dans le quartier de  Cardiff Bay, à côté de l'église The Point, et la salle est utilisée pour des concerts et tout autre évènement de la scène musicale de Cardiff. Sa capacité est de 1 000.

## Histoire
Avant que le bâtiment ne soit construit sur le Mount Stuart Square, la zone est constituée d'un quartier résidentiel avec un jardin central. Celui-ci est alors utilisé comme un marché au fur et à mesure que la ville de Cardiff s'enrichit. Les marchands de charbon ont alors l'habitude d'écrire les changements de prix à la craie sur des ardoises à l'extérieur de leur bureau et de conclure des ventes dans les pubs locaux. Comme Cardiff devient le plus grand port de charbon du monde, le bâtiment est construit entre 1883 et 1886 par Edwin Seward pour accueillir les négociations du marché du charbon provenant de la South Wales Valleys.

En 1988, le bâtiment est racheté par la ville et complètement rénové en 2001 pour le transformer en une grande salle de musique. Depuis, la salle a accueilli de nombreux groupes tels que les Arctic Monkeys, les Manic Street Preachers, Ocean Colour Scene, Stereophonics et Biffy Clyro.

## Accès
Le Coal Exchange est desservi par les trains à la gare de Cardiff et par les lignes de bus 7, 8 et 35.